# Johan Karlsson (football, 2001)
Johan Karlsson, né le 20 juin 2001 à Uppsala en Suède, est un footballeur international suédois qui évolue au poste d'arrière droit au Malmö FF.

## Biographie

### En club
Né à Uppsala en Suède, Johan Karlsson commence le football avec le club local de Sunnersta AIF avant de rejoindre l'IK Sirius en janvier 2018. Il joue son premier match en professionnel le 5 juillet 2020, lors d'une rencontre de championnat face au Örebro SK. Il entre en jeu à la place de Mohammed Saeid et son équipe s'impose par deux buts à un. Le 12 août 2020, il signe son premier contrat professionnel, d'une durée de trois ans, et est définitivement intégré à l'équipe première.
Il inscrit son premier but en professionnel le 24 juillet 2021, lors d'une rencontre de championnat contre le Degerfors IF. Titularisé ce jour-là, il ouvre le score après trois minutes de jeu, et son équipe s'impose par deux buts à zéro.
Le 11 août 2022, Johan Karlsson s'engage en faveur du Kalmar FF. Il signe un contrat courant jusqu'en décembre 2025.
En janvier 2025, Johan Karlsson rejoint le Malmö FF. Le transfert est officialisé le 13 décembre 2024 et il signe un contrat de quatre ans, soit jusqu'en décembre 2028.

### En sélection
Johan Karlsson représente l'équipe de Suède des moins de 20 ans en 2021, jouant quatre matchs amicaux.